# Granozzo con Monticello
Granozzo con Monticello – miejscowość i gmina we Włoszech, w regionie Piemont, w prowincji Novara.
Według danych na rok 2004 gminę zamieszkiwało 1216 osób, 64 os./km².